# Вохиб Масреша
Вохиб Масреша (англ. Wohib Masresha; род. 19 апреля 1946, Дэбрэ-Бырхан, Амхара) — эфиопский легкоатлет, выступавший в беге на средние и длинные дистанции. Участник летних Олимпийских игр 1968 и 1972 годов.

## Биография
Вохиб Масреша родился 19 апреля 1946 года в эфиопском городе Дэбрэ-Бырхан.
В 1968 году вошёл в состав сборной Эфиопии на летних Олимпийских играх в Мехико. В беге на 5000 метров занял 6-е место, показав результат 14 минут 17,70 секунды и уступив 12,69 секунды завоевавшему золото Мохаммеду Гаммуди из Туниса. В беге на 10 000 метров занял 8-е место с результатом 29.57,0, уступив 29,6 секунды завоевавшему золото Нафтали Тему из Кении.
В 1972 году вошёл в состав сборной Эфиопии на летних Олимпийских играх в Мюнхене. В беге на 10 000 метров занял в полуфинале 9-е место с результатом 28.45,4 и уступив 9,32 секунды попавшему в финал с 5-го места Йозефу Янскому из Чехословакии.

## Личные рекорды
- Бег на 5000 метров — 13.54,4 (1969)[4]
- Бег на 10 000 метров — 28.28,02 (1972)[4]